# Триходерма Конинга
Триходе́рма Ко́нинга (лат. Trichodérma koníngii) — вид грибов-аскомицетов, относящийся к роду триходерма (Trichoderma) семейства гипокрейные (Hypocreaceae). Ранее это название относилось только к анаморфной стадии гриба, а телеоморфа именовалась Hypócrea koníngii.

## Описание
Телеоморфа образует на коре и древесине различных деревьев, полушаровидные до подушковидных стромы, окрашенные в коричневые тона, с беловатой мякотью, с отверстиями с перитециями. Аски цилиндрические, 56—80 × 4,2—7 мкм. Аскоспоры шиповатые, двуклеточные, затем распадаются на клетки 3,5—4,5 мкм в диаметре.
Колонии на агаре с 2 % солодовым экстрактом на 4-е сутки 7—9 см в диаметре. Выраженный запах отсутствует. Реверс чаще непигментированный, реже желтоватый. Конидиальное спороношение в небольших подушечках, затем распространяющееся более широко и образующее подобие корки.
На картофельно-декстрозном агаре на 4-е сутки образуются колонии с обильным воздушным мицелием, спороношение начинает образовываться в средней части колонии, при культивировании в темноте — на третьи сутки, впоследствии расходится широкими концентрическими кругами.
Конидиеносцы узкие, с преимущественно парными веточками, реже до более широких, с мутовчатым ветвлением (веточки первого порядка отходят под почти прямым углом). Фиалиды также парные, но чаще по 3—5 в узле, фляговидные, 7,5—12 × 2,5—3,5 мкм. Конидии зелёные, узкоэллипсоидальные до почти цилиндрических, 3—5,5 × 1,9—3,2 мкм, гладкостенные. Образует немногочисленные терминальные хламидоспоры.

## Экология и значение
Широко распространённый гриб, встречающийся в почве (в виде анаморфы), а также на различных растительных субстратах.

## Таксономия
Trichoderma koningii Oudem., Arch. Néerl. Sci. Exact. Nat., Sér. 2, 7: 291 (1902) ['Koningi'].